# متحف عسير الإقليمي
متحف عسير الإقليمي وهو أحد متاحف منطقة عسير في السعودية، الذي تشرف عليه وزارة السياحة السعودية. وتقدر مساحته بـ3400 متر مربع

## قاعات المتحف
- قاعة عيش السعودية
- قاعة العروض الزائرة
- قاعة التراث
- قاعة الآثار
- قاعة ما قبل الإسلام
- قاعة التاريخ المعاصر
- قاعة التاريخ الإسلامي
- قاعة المحاضرات والندوات

## وصلات خارجية
- متحف عسير الإقليمي.. جامع جهــــــــــــــــــود الأفراد لحفظ تراث المنطقة
- سلطان بن سلمان يتفقد متحف عسير